# Симрот, Генрих
Генрих Симрот (Heinrich Simroth) — немецкий зоолог.
Родился в 1851 году. Занимался в университетах Лейпцигском, Гейдельбергском, Тюбингенском и Страсбургском. Докторскую степень Симрот получил в 1875 году. Сначала был учителем гимназии, а с 1895 года профессором Лейпцигского университета. Он известен своими многочисленными трудами по систематике и фаунистике моллюсков, им описан ряд новых форм, а также ряд фактов, новых для географии животных.

## Труды
- «Die Entstehung der Landthiere» (Лпц., 1891),
- «Die Mollusken in Bronn’s Klassen und Ordnungen des Thierreichs», «Die Bewegung der Schnecken» («Zeitschr. f. wiss. Zool.», 1878),
- «Die Sinneswerkzeuge der einheimischen Weichthiere» (ib., 1876),
- «Naturgeschichte der europaeischen Nacktschnecken» (ib., 1885),
- «Anatomie und Schizogonie der Ophiactis virens» (ib., 1876),
- «Die portugiesisch-azorisch Nacktschneckenfauna» («Nova Acta Leop.», 1889—91),
- «Gastropoden, Lamellibranchien und Brachiopoden der deutschen Plankton expedition» («Planctonwerk», Kiel., 1895—97).

Кроме того, ряд статей касательно фаунистики Limacidae Африки, Австралии и Европы, а также заметок по биологии моллюсков и рыб.